# Diamante Medaglia Faini
Diamante Medaglia Faini, née le 28 août 1724 et morte le 13 juin 1770 à Salò, est une poétesse italienne. Elle est membre de l'Accademia Roveretana degli Agiati (1751) de Rovereto et de l'Accademia degli Orditidi de Padoue sous le nom de Nisea Corcirense, ainsi que de l'Académie d'Arcadie à Rome (1757). Elle est connue pour ses poèmes d'amour, ses sonnets et ses madrigaux.

## Biographie
Diamante est la fille du médecin Antonio Medaglia et d'Annunziata Gnecchi di Casto ; elle naît le 28 août 1724 à Savallo. Son oncle du côté paternel, prêtre de l'église paroissiale de Santa Maria di Savallo, a joué un rôle important dans la formation de la jeune Diamante : sous sa direction, elle commencé l'étude du latin, de la religion, de l'histoire et de la littérature italienne. Elle se révèle fascinée par les auteurs des XIIIe et XVe siècles et, dès sa jeunesse, commence à composer ses premiers sonnets et madrigaux, qui la font immédiatement connaître localement.
Elle est mariée au docteur Pietro Antonio Faini en 1748. Son père a arrangé ce mariage car il n'aime pas sa renommée et le fait de la marier impose qu'elle ne puisse plus ensuite utiliser l'amour comme thème de ses poèmes. Le couple n'aura pas d'enfant.
Elle est une poète controversée et elle arrête son activité dans les académies quand celles-ci tentent de la forcer à s'adapter aux conventions. Durant la même période, elle reprend ses études d'histoire, les élargissant à la philosophie, aidée par le révérend Domenico Bonetti, pour lequel elle-même est professeure de français — langue qu'elle maîtrisait très bien. En 1765, elle est invitée par le mathématicien Giovambattista Suardi (1711-1767), de Brescia, et se consacre trois mois durant à l'étude des Éléments d'Euclide.
Elle a échangé des correspondances avec plusieurs hommes de lettres de son époque.
Elle meurt durant ses études de philosophie, d'histoire, de français et de sciences ; ce décès a lieu le 13 juin 1770, à Salò, alors qu'elle a 45 ans.

## Œuvres écrites
- Une partie de ses œuvres est comprise dans l'ouvrage de C. Roncalli Parolino, Rime di varj autori bresciani viventi (Brescia 1761)[2].
- Son dernier sonnet, autobiographique et qui révèle sa frustration d'avoir été enfermée par les conventions de son temps, a été : Protesta di non voler più componere in Poesìa, ma che vuol attendere con Euclide a studj più serj (1764)[3] — titre qui pourrait être traduit par « Elle proteste qu'elle ne veut plus composer de poésie, mais atteindre avec Euclide des études plus sérieuses ».
- L'intégralité de son œuvre[2] a été publiée en italien dans : Versi e prose di Diamante Medaglia Faini: con altri componimenti di diversi autori e colla vita dell'autrice, tous réunis par Giuseppe Pontara. Salò: B. Righetti, 1774[3].

## Hommages
À la mort de Diamante Medaglia Faini, l'Accademia degli Unanimi fit faire une oraison funèbre publique.
En 2004 et 2005, Diamante Medaglia Faini a fait partie de l'exposition The Newtonian Moment de la New York Public Library (Bibliothèque publique de New-York), aux côtés des femmes de sciences Laura Bassi, Maria Gaetana Agnesi et Émile du Châtelet, au sein de la galerie des « femmes newtoniennes ».

### Source
- (en) Cet article est partiellement ou en totalité issu de l’article de Wikipédia en anglais intitulé « Diamante Medaglia Faini » (voir la liste des auteurs).